# Raudustenselkä
Raudustenselkä är en fjärd i Finland. Den ligger i landskapet Egentliga Finland, i den sydvästra delen av landet, 170 km väster om huvudstaden Helsingfors.
Raudustenselkä ligger mellan fastlandet söder om Villnäs i norr och ön Otava i söder. Den ansluter till Kirkonsalmi i öster.